# Veľké Dvorany
Veľké Dvorany es un municipio del distrito de Topoľčany en la región de Nitra, Eslovaquia, con una población estimada a final del año 2024 de 748 habitantes.
Se encuentra ubicado al norte de la región, cerca del río Nitra (cuenca hidrográfica del Danubio) y de la frontera con las regiones de Trnava y Trenčín.

## Demografía
| Año        | 1994 | 2004     | 2014    | 2024    |
| ---------- | ---- | -------- | ------- | ------- |
| Población  | 631  | 697      | 718     | 748     |
| Diferencia |      | +10,45 % | +3,01 % | +4,17 % |

| Año        | 2023 | 2024    |
| ---------- | ---- | ------- |
| Población  | 742  | 748     |
| Diferencia |      | +0,80 % |